# 本夛マキ
本夛マキ（ほんだ マキ、12月13日 - ）は、日本の女性シンガーソングライター、ギタリスト。奈良県出身。日本各地を巡り演奏活動している。

## 経歴
フォークソングのデュオ、アナム&マキのメンバーとしてデビュー。同デュオ活動停止後はソロシンガーとして活動する。並行して、はせがわかおりとともに結成したデュオ、ヨモギとしても活動中である。同デュオについてはカバーソングを演奏するためのユニットとされており、ボブ・ディラン作／忌野清志郎訳の『風に吹かれて』ほか、内外の佳曲をカバーしている。
正統派／伝承派ともいえるフォークシンガーである一方で、多様なバックグラウンドを感じさせる、グルーブ感の備わったテクニカルなギターを弾くユニークなプレイヤー、ソングライターである。

## ディスコグラフィー

### ソロ
アルバム

- 2nd album『from scratch』：JUST LUCK RECORDS, 2022
- 1st album 『LiveLife!』 : JUST LUCK RECORDS, 2014

コンセプトアルバム
- concept album『わたしの10代 ～わたしの小さな世界～』：LiveLife Records, 2018

### グループ
ヨモギ
アルバム
- うた~以心伝音~ : EDOYA RECORDS, 2016